# Pantheist (Band)
Pantheist (Eigenschreibweise Pantheïst) ist eine im Jahr 2000 gegründete Doom-Metal-Band. Die in Antwerpen von Kostas Panagiotou gegründete Musikgruppe zählt zu den bekannten europäischen Vertretern des Funeral Doom der frühen 2000er Jahre und entwickelte sich zu einer multinational besetzten Instanz im Doom-Metal-Spektrum. Der Sänger und Keyboarder Panagiotou blieb dabei unter vielen personellen Veränderungen und Standortwechseln das konstante Mitglied der Gruppe.
Trotz der Wahrnehmung als Funeral-Doom-Band lässt sich das Werk der Gruppe nicht auf dieses Genre reduzieren. Als Dark-Wave-Projekt begonnen, wurden die ersten beiden Studioalben zu richtungsweisenden Werken des Funeral- und Atmospheric-Doom. Bei den beiden Folgealben erweiterte die Band ihr Repertoire mit Ideen aus Art-, Progressive-, Alternative- und Hard-Rock bis hin zur Popmusik. Erst spätere, nach einer längeren Veröffentlichungspause erschienene Alben griffen wieder verstärkt Elemente des Funeral Doom auf.
Markant blieb in allen Phasen der Einsatz eines gregorianisch wirkenden Gesangs, eine als episch und erhaben wahrgenommene Atmosphäre und eine dominante Rolle des von Panagiotou gespielten Keyboards, das oft den Klang einer Kirchenorgel adaptierte. Eine weitere Konstante im Werk der Band ist das lyrische Oberthema der Einsamkeit und Abgeschiedenheit.

## Geschichte
Stetige Wechsel der Mitglieder um Kostas Panagiotou kennzeichneten die Geschichte der Band. Diesen anhaltenden Wandel beschrieb Panagiotou als frustrierend, nahm ihn jedoch als gegeben an. Als eine mögliche Ursache der Umbesetzungen führte er seine eigene Rast- und Wurzellosigkeit an. Ähnlich verhielten sich viele der Bandmitglieder und verzogen wie Panagiotou in andere Länder. Die zahlreichen personellen Veränderungen führten gelegentlich zu Verzögerungen im Schreib- und Produktionsprozess der Band.

„Ich werde manchmal neidisch auf die ‚typischen‘ Bands mit drei oder vier Jungs, die in der gleichen Nachbarschaft aufwachsen, eine Band gründen und jahrelang zusammen bleiben. Leider war es bei Pantheist alles andere als das.“

### Jahre der Band- und Stilfindung

#### Gründung undDying Millennium
Pantheist entstand aus einem Dark-Ambient- und Neoklassik-Soloprojekt des in Antwerpen lebenden Kostas Panagiotou. Im Zuge seines Studiums lernte Panagiotou den in Mechelen lebenden Gitarristen Nicolas Tambuyser kennen und kam über einen Kommilitonen in Kontakt mit den ersten Veröffentlichungen des Death Doom und Gothic Metal. Nach der Beschäftigung mit der Musik von My Dying Bride, Moonspell und Anathema interessierte er sich vermehrt für das musikalische Spektrum des Doom Metals. Während Panagiotou und Tambuyser als Duo unter dem Einfluss von Skepticism die stilistische Ausrichtung der Anfangs Pantheïst genannten Band schrittweise zu einem sakral anmutenden Funeral Doom änderten, brachte sich Panagiotou mit Interviews und Rezensionen in der Redaktion, sowie aktiv im Austausch im Forum, des Webzines Doom-Metal.com ein.
Panagiotou und Tambuyser experimentierten ab dem Jahr 1999 als Duo und nahmen das unveröffentlichte Demo Dying Millennium unter dem Bandnamen Pantheïst auf. Panagiotou transkribierte dazu die von Tambuyser auf der Gitarre geschriebene Musik für das Keyboard. Dabei verwies Panagiotou bereits auf den Einfluss von Skepticism, der sich in dem Stück Praeludium und dessen düsteren Grundstimmung verdeutlichte. Ein weiterer Einfluss auf die Atmosphäre lag in der damals gegebenen kollektiven Furcht vor dem Jahrtausendwechsel. Drei der sieben Titel des Demos veröffentlichte Panagiotou im Jahr 2020 als Teil der retrospektiven Kompilation Alternative Pantheïsm. Von Dying Millennium produzierten Tambuyser und Panagiotou sieben CDs. Das Demo wurde im Jahr 2000 zur Grundlage und zum Ausgangspunkt der Band.
Mit der Intention, sich dem Funeral Doom zu widmen, kaufte sich Panagiotou im März 2001 einen 8-Spur-Rekorder, wodurch Pantheist als Metal-Band Form annahm. Das Duo begann Stücke aufzunehmen, die Teil des offiziellen Demos 1000 Years, der ersten beiden Alben und der EP The Pains of Sleep werden sollten. Teile dieser frühen und rohen Aufnahmen verteilten die Musiker als CD-R im Freundeskreis. Der Zuspruch aus dem sozialen Umfeld bestärkte die Musiker darin die Idee von Pantheist weiter auszugestalten. Der später als programmatisch für die Band geltende dominante Einsatz eines Keyboards mit Orgelklang, geht auf einen solchen Austausch zurück. Zur gleichen Zeit entstand der als typischen geltende gregorianisch wirkende Gesangsstil Panagiotous aus dem Einfluss des Albums As the Shadows Fall von Godsend.

#### Rehearsal Tracksund1000 Years
| Konzerte 2002                                                                                              | Das mit Graffiti versehene Gebäude Baroeg von außen. |
| --- | ---------------------------------------------------- |
| - 14. 10. 2002: Baroeg (Rotterdam, Niederlande (Dutch Doom Day)) - 14. 12. 2002: Frontline (Gent, Belgien) |                                                      |

Gemeinsam verfasste das Duo weitere Stücke, die ihre Idee von Pantheist erforschten. Einige ansonsten unveröffentlichte Aufnahmen, die zwischen Juni und September 2001 in dem temporär zum Proberaum umfunktionierten Wohnraum des Sängers entstanden, gab Panagiotou dem Doom-Metal.com-Redaktionskollegen Aldo Quispel. Dieser rezensierte die Aufnahmen als Demo unter dem Titel Rehearsal Tracks.
Rehearsal Tracks wurde als Überblick über das Schaffen der Band konzeptionell dreigeteilt in Present (englisch Gegenwart), Future (englisch Zukunft) und Past (englisch Vergangenheit). Der ans Ende gestellte Teil der Vergangenheit umfasste die Aufnahmen des Demos Dying Millennium sowie zwei Coverversionen, die als weitere Wegmarken der Entwicklung zum eigenen Stil der Band gelten. Auf dem Katatonia-Cover For Funeral to Come singt Panagiotou erstmals und auf dem Anathema-Cover Destiny kommt erstmals das Gitarrenspiel hinzu. Beide Stücke zeugten so von der Entwicklung der Band hin zum Funeral Doom. Die Gegenwart entsprach dem später hochwertiger produzierten Demo 1000 Years und die Zukunft mit Apologeia, Envy und Pride, enthielt erste Skizzen der Arbeit an dem als zweites Studioalbum veröffentlichten Konzeptalbum Amartia.
Über die Netzwerktätigkeit im Forum des Webzines baute Panagiotou Kontakt zu vielen späteren Wegbegleitern auf, darunter Stijn van Cauter von Nulll Records und Until Death Overtakes Me, in dem er jemanden fand, der über Aufnahmeequipment und -erfahrungen verfügte. Vereinbarte Aufnahmen in van Cauters Heimstudio Templa Libitina in Erembodegem fanden von November bis Dezember 2001 statt. Dort agierte das Duo mit dem in Gent lebenden und ebenfalls im Doom-Metal.com-Forum aktiven Lawrence van Haecke von Solicide. Van Haecke nahm ebenfalls in Kooperation mit van Cauter sein Debüt in dessen Heimstudio auf und brachte sich Ersatzweise als Bassist auf den Demoaufnahmen ein. Teil von Pantheist wurden weder van Cauter noch van Haecke, doch gründeten van Cauter, Panagiotou, van Haecke und der in Lendelede lebende Schlagzeuger Kris Villez von In Somnis 2002 die Band Wijlen Wij.
Die Aufnahmen in Erembodegem wurde im Dezember 2001 mit der Veröffentlichung des Demos 1000 Years abgeschlossen. Das Demo erlangte Erfolg im Doom-Metal-Underground und verhalf Pantheist zu einem Vertrag mit dem finnischen Label Firebox Records. Im Jahr 2002 absolvierte die Band beim ersten Dutch Doom Day ihren ersten Auftritt neben Antimatter, Thee Plague of Gentlemen, Jack Frost, Whispering Forest und Officium Triste. Auch Pim Blankenstein, den Mitorganisator des Festivals und Sänger von Officium Triste, lernte Panagiotou über Doom-Metal.com kennen. Ein weiterer Auftritt in Belgien mit Geasa folgte, bevor die Band ihr Debüt aufnahm.

### Die frühe Funeral-Doom-Phase

#### O Solitude
| Konzerte 2003/2004 | Der leere Innenraum des Club 2 mit Tanzfläche und Neonlichtern. |
| --- | --------------------------------------------------------------- |
| (Auftritte der Funeral Procession Tour kursiv) - 20. 02. 2003: Baroeg (Rotterdam, Niederlande) - 21. 02. 2003: Frontline (Gent, Belgien) - 22. 03. 2003: Some Squat House (Gent, Belgien) - 11. 04. 2003: Knaack (Berlin, Deutschland) - 12. 04. 2003: Alte Brauerei (Mühlhausen, Deutschland) - 13. 04. 2003: Black Pes (Prag, Tschechien) - 15. 04. 2003: Nu Beatz (Dresden, Deutschland) - 04. 10. 2003: Frontline (Gent, Belgien) - 19. 04. 2003: Mundo (Zottegem, Belgien (Belgian Doom Night)) - 20. 04. 2003: Goudvishal (Arnhem, Niederlande) - 27. 03. 2004: Panique d’Or (Mechelen, Belgien) - 02. 04. 2004: Chapel (Göppingen, Deutschland (Doom Shall Rise)) - 04. 04. 2004: Club 2, Rockfabrik (Ludwigsburg, Deutschland) - 06. 04. 2004: Scheld’apen (Antwerpen, Belgien) - 10. 04. 2004: Vera (Groningen, Niederlande) |                                                                 |

Zwei der sechs Titel des Demos 1000 Years bildeten die Basis für das in Zusammenarbeit mit Firebox Records entstandene Debüt. Aus dem Umfeld des Webzines Doom-Metal.com zog das Duo den Bassisten Frédéric Caure von Rhymes of Destruction und die Schlagzeugerin Odile Aurora Strik, damals als Oscar Strik aktiv, hinzu. Als damit vollständig besetzte Band spielte Pantheist das Debüt O Solitude vom 17. bis zum 26. Januar in den CCR Studios im belgischen Zulte unter der technischen Hilfe von Kris Belaen ein. Belaen mischte das Album auch ab. Vom Demo blieben die Stücke Envy Us, das populäre Werke von Chopin (24 Préludes op. 28, #4) und Beethoven (7. Sinfonie) adaptierte, und Time erhalten. Stijn van Cauter trat als Gastsänger in diesem Stück in Erscheinung. Nach den Aufnahmen trat Pantheist mit Morgion und Mourning Beloveth in den Niederlanden und in Belgien auf. Das Album wurde am 10. April 2003 veröffentlicht. Der Kooperationspartner Firebox Records half mit Werbung und dem eigenen Ruf als aufstrebendes Extreme-Doom-Label dabei, den Namen der Band als Instanz des Genres zu etablieren.
Firebox Records unterstützte auch die Organisation der ersten Funeral-Doom-Tour The Funeral Procession Tour 2003, die Pantheist mit Skepticism und Until Death Overtakes Me absolvierte. Während der Tour unterstützten die Interpreten dabei einander als Live-Musiker. Es war das erste Mal, dass Skepticism, die zu dieser Zeit die bekannteste Gruppe des Genres darstellte, außerhalb Finnlands auftrat. In der jungen, aufstrebenden Szene fühlte es sich für Panagiotou an, „als wären [Pantheist] mit an der Spitze einer Bewegung.“ Es folgte im Jahr 2004 eine Tournee mit While Heaven Wept und Mourning Beloveth sowie ein Auftritt beim deutschen Festival Doom Shall Rise als erster Interpret des Funeral Dooms. Der Auftritt auf dem Festival, dass verstärkt den Traditional Doom bediente, zählt zu den Höhepunkten der zweiten Ausgabe des Festivals.

#### AmartiaundThe Pains of Sleep
| Konzerte 2006 | Die Frontseite der Gebäude mit dem Moulin Rouge, mit markanter Windmühle und Neonbeleuchtung, sowie das Schild La Loca für den Club La Locomotive. |
| --- | --- |
| (Auftritte der Dutch Mini Tour kursiv) - 14. 05. 2006: The Cartoon (London, Vereinigtes Königreich) - 28. 10. 2006: The Frontlinie (Gent, Belgien) - 15. 12. 2006: Little Devil (Tilburg, Niederlande) - 16. 12. 2006: Latenstaan (Zoetermeer, Niederlande) - 17. 12. 2006: Brogum (Zierikzee, Niederlande) | |

Im Jahr des Auftritts auf dem Festival Doom Shall Rise siedelte Panagiotou nach Großbritannien um. Dabei nahm er Pantheist mit. Aus der ersten Bandkonstellation blieben Panagiotou und Tambuyser übrig, die Pantheist in der neuen Heimat von Panagiotou fortführten, Strik und Caure schieden aus. Das erwartete Folgealbum zu dem erfolgreichen Debüt befand sich bereits seit den Tagen des Demos Rehearsal Tracks in Arbeit. Nachdem Panagiotou den Großteil des Debüts allein geschrieben hatte, war Tambuyser an der Arbeit am Folgealbum stärker beteiligt. Als kreativer Kopf der Band führte Panagiotou Pantheist mit Musikern aus seinem Umfeld und virtuellen Kontakten, „die in die Philosophie und den Sound der Band“ passten, fort. Den Schlagzeuger und Sänger Andy Semmens traf er zum Mittagessen. Semmens wurde erst als Session-Schlagzeuger engagiert, aber versuchte sich alsbald an einige opernhafte, klaren Gesangspassagen. Das Ergebnis überzeugte die weiteren Bandmitglieder, weshalb er anfänglich als Sänger und Schlagzeuger, später nur als Sänger der Band auftrat. Zu Mark Bodossian unterhielt Panagiotou bereits seit frühen Tagen des Doom-Metal.com-Forums Kontakt. Panagiotou hatte ihm das Demo 1000 Years im Jahr 2002 zukommen lassen. Als Reaktion äußerte der damals in Indien lebende Bodossian den Wunsch, Pantheist eines Tages beizutreten, da er die von der Band gespielte Musik liebte. Nach Panagiotous Umzug nach England und Striks Ausstieg stand ihm der Weg in die Band offen. Die beiden neuen Mitglieder wurden ebenfalls in den Schreibprozess eingebunden. Dabei ging der Großteil des kreativen Prozesses weiterhin von Panagiotou aus.
Firedoom Music führte den Vertrag, den Pantheist mit dem Mutterlabel Firebox Records zur Veröffentlichung des Debüts abgeschlossen hatte, fort und ermöglichte der Gruppe die Aufnahmen eines zweiten Albums. In der dazu neu gestalten Besetzung spielte Pantheist Amartia, das seit den frühen Tagen geplante Konzeptalbum, ein. Die Aufnahmen fanden vom 1. bis zum 5. Oktober 2004 in den von Robert John Godfrey unterhaltenen The Lodge Studios in Northampton statt. Vom 15. bis zum 17. Oktober wurde das Album im gleichen Studio von der Band gemastert.
Nach der weiträumig gelobten Veröffentlichung von Amartia stieß der Gitarrist Ilia Rodriguez zur Band. Pantheist buchte das gleiche Studio für Aufnahmen bisher unveröffentlichter Titel. Die neu eingespielten Stücke sollten als Teil einer EP dem Abbild der Individualität der Band, die die Genrezuschreibung zunehmend als Fessel empfand, dienen. Der verbleibende Teil der EP sollten retrospektive Raritäten aus dem bisherigen Schaffen bieten. Die neuen Stücke der EP The Pains of Sleep waren The Pains of Sleep und Pavor Nocturnus. The Pains of Sleep ist eine Vertonung des gleichnamigen Gedichtes von Samuel Taylor Coleridge, das musikalisch lose als Anlehnung an Monty Pythons Always Look on the Bright Side of Life unter dem Titel Always Look on the Dark Side of Life begann. Die Band wechselte den Text und änderte damit auch den Titel des Stücks. Pavor Nocturnus war hingegen als ein Stück geplant, dass Pantheist von einer besonders düsteren, bösartigen und kalten Seite zeigen sollte. Auf der EP war hinzukommend das Cover des Katatonia-Stücks For Funerals to Come, da es ursprünglich eines der ersten aufgenommenen Stücke der Band war, dabei interpretierte die Band den Titel in den Priory Recording Studios in Royal Sutton Coldfield neu und ließ Semmens den Gesang wahrnehmen. Ergänzt wurden die Aufnahmen um das gesamte Demo 1000 Years. Nach den Aufnahmen verließ der weiterhin in Belgien lebende Tambuyser offiziell die Band. Auch Semmens verließ mit einem Umzug nach Finnland Pantheist.
Für die Veröffentlichung von The Pains of Sleep wurde die gesamte EP einem Mastering durch den Tontechniker Arkady Navaho in den Moskauer Navahohut Sound Studios unterzogen. Die EP erschien im November 2005 über das russische Label Serpent’s Lair Productions und erhielt als Raritätensammlung, außerhalb der regulären Veröffentlichungen nur wenig, jedoch positive Resonanz.
Um den fehlenden zweiten Gitarristen zu kompensieren und Auftritte in den folgenden Monaten und Jahren wahrzunehmen, stießen der Schlagzeuger Sterghios Moscho und der Gitarrist Peter Benjamin zur Gruppe. Gemeinsam absolvierte die erneut umbesetzte Band ab Mai 2006 internationale Auftritte sowie eine kurze Tournee in den Niederlanden mit While Heaven Wept im Winter des Jahres.

### Die experimentellen Jahre der Emanzipation

#### Journey Through Lands UnknownundUnveiling the Signs
| Konzerte 2007–2009 | Das Bungalowgebäude des Clubs Logo in Hamburg von der Straßenseite. |
| --- | ------------------------------------------------------------------- |
| (Auftritte der Exorcising the Funeral Tour kursiv) - 27. 01. 2007: The Witchwood (Manchester, Vereinigtes Königreich) - 09. 06. 2007: La Locomotive (Paris, Frankreich (Doom Over the World Fest)) - 21. 03. 2008: Bedford Park (London, Vereinigtes Königreich (UK Metalfest)) - 23. 03. 2008: JB’s Dudley (Birmingham, Vereinigtes Königreich) - 25. 10. 2008: Logo (Hamburg, Deutschland) - 26. 10. 2008: Baroeg (Rotterdam, Niederlande (Dutch Doom Days)) - 27. 10. 2008: Kunstverein (Nürnberg, Deutschland) - 28. 10. 2008: Black Pes (Prag, Tschechien) - 29. 10. 2008: Rock Club NaOZZay (Nitra, Slowakei) - 30. 10. 2008: Escape (Wien, Österreich) - 31. 10. 2008: Amnesie (Berlin, Deutschland) - 01. 11. 2008: St. Gummaruskerk (Herenthout, Belgien) - 07. 03. 2009: The Unicorn (London, Vereinigtes Königreich) - 30. 05. 2009: The Electrowerkz (London, Vereinigtes Königreich) - 25. 10. 2009: The Frontline (Gent, Belgien (10 Years of Musketeer of Death Fest)) - 30. 10. 2009: Hard Cafe (Karviná, Tschechien) - 31. 10. 2009: Art Cafe (Wodzislaw Slaski, Poland (Brania Fest III)) |                                                                     |

Panagiotou führte Pantheist mit Rodriguez, Bodossian und Moschos fort. Ab dem Jahr 2007 arbeiteten die Musiker, unterbrochen von gelegentlichen Auftritten, an einem neuen Album, bevor sie ein Tonstudio buchten. Zu den Auftritten zählten Festivalauftritte beim französischen Doom Over the World Fest und beim britischen UK Metalfest. Das Album Journey Through Lands Unknown sollte die Bemühungen um kreative Offenheit und musikalische Entwicklung verwirklichen. Nach Semmens’ Ausstieg übernahm wieder Panagiotou den Gesang, dabei waren die Harmonien des Gesangs auf die Stimme des nach Finnland ausgewanderten Andy Semmens geschrieben. Semmens hatte Panagiotou ursprünglich zugesagt, die Lieder einzusingen, musste jedoch etwa einen Monat vor der Aufnahme sein Engagement absagen. Mit seinem eigenen Gesang auf Journey Through Lands Unknown blieb Panagiotou unzufrieden.
Im Ergebnis von 18 Monaten Arbeit sowie „musikalischer und spiritueller Forschung“ in der Beschäftigung mit Platon, Freud, Empirik und Phänomenologie fanden die Aufnahmen von Juni bis Juli 2008 unter der technischen Begleitung von Greg Chandler in den Priory Recording Studios statt. Chandler mischte das Album mit der Band gemeinsam ab. Das Mastering übernahm Rik Dowding für Sonic Mastering. Auf die Veröffentlichung am 15. Oktober 2008 folgten mehrere Auftritte sowie eine Tournee mit Skepticism und Ophis. Dabei wurde das Album, ebenso wie die Auftritte, uneinheitlich angenommen.
Mit dem zur Tournee neu hinzugezogenen Gitarristen Pepijn van Houwelingen absolvierte Pantheist im Jahr Oktober 2009 eine weitere Tournee. Diese fand mit Gallileous und Dissolving of Prodigy in Tschechien und Polen statt, was für Pantheist die ersten Auftritte in Osteuropa bedeutete. Zum Ausgleich wurden die beide osteuropäischen Gruppen zu einem gemeinsamen Auftritt in London eingeladen. Im Zuge der Kooperation entstand eine Freundschaft, die in einer gemeinsamen Veröffentlichung mündete. Die Gruppen verabredeten das gemeinsame Konzept des Aberglaubens und nahmen separat Stücke zu dem Thema für das Split-Album Unveiling the Signs auf. Panagiotou beteiligte sich, neben dem Pantheist-Stück Barock, mit einer Ouvertüre allein und einem weiteren Stück durch die Band Wijlen Wij. Als verlegendes Unternehmen der im November 2010 veröffentlichten Kooperation brachte sich das polnische Independent-Label Redrum666 ein. Das von Pantheist beigetragene Stück Barock über den aufgeklärten Menschen als Individuum, der im Fehlen der Mystik des Aberglaubens einen Mangel erlebt, wurde als Höhepunkt des Split-Albums rezipiert.

#### Pantheist
| Konzerte 2010/2011 | Das Gebäude des Vastavirta Klubi von außen mit Cafe-Bestuhlung. |
| --- | --------------------------------------------------------------- |
| (Auftritte der Finnish Tour kursiv) - 06. 02. 2010: The Witchwood (Manchester, Vereinigtes Königreich) - 27. 02. 2010: The Gaff (London, Vereinigtes Königreich) - 29. 05. 2010: Plan B (Moskau, Russland (Moskau Doom Fest)) - 10. 12. 2010: The Gaff (London, Vereinigtes Königreich) - 15. 05. 2011: Popcentrale (Dordrecht, Niederlande (Dordrecht Doom Day)) - 02. 06. 2011: The Croft (Bristol, Vereinigtes Königreich) - 10. 06. 2011: The Relentless Garage (London, Vereinigtes Königreich (Album-Vorstellung)) - 26. 10. 2011: Leppakomies (Helsinki, Finland) - 27. 10. 2011: Vastavirta Klubi (Tampere, Finland) - 28. 10. 2011: Rentukka (Jyväskylä, Finland) - 29. 10. 2011: Bar Papillon (Riihimäki, Finland) - 19. 11. 2011: Decadence (Gent, Belgium) - 02. 12. 2011: The Wheatsheaf (Oxford, Vereinigtes Königreich) |                                                                 |

Nach den Auftritten in Osteuropa, der Produktion des Split-Albums Unveiling the Signs und Auftritten im Frühjahr 2010 spannte sich die Situation in der Band an. Mark Bodossian plante einen Umzug nach Norwegen, was seinen kommenden Ausstieg bedeutete. Panagiotou und Rodriguez hatten jeweils individuelle persönliche Probleme, die das regelmäßige Proben und Arbeiten erschwerten. Rodriguez’ Beteiligung an Pantheist näherte sich ebenfalls seinem Ende. Dennoch brachten sich sowohl Bodossian als auch Rodriguez in die Arbeit am kommenden Album ein. Rodriguez und Panagiotou schrieben getrennt voneinander ohne den Austausch in der Band an Material für das vierte Studioalbum. In mehreren Sitzungen von Oktober 2010 bis zum Januar 2011 nutzte die vom Verfall bedrohte Band erneut die Priory Recording Studios und spielte das Album Pantheist für Grau Records ein. Nachdem Panagiotou mit seiner Gesangsleistung für das vorherige Album unzufrieden geblieben war, hatte er in Erwägung gezogen, einen externen Sänger hinzuzuziehen, was die Bandmitglieder ablehnten. Zugleich nahm er selbst Gesangsunterricht, um seine Leistung zu verbessern. Wie bereits bei dem experimentellen Journey Through Lands Unknown war Pantheist weiter um eine Distanzierung vom Funeral Doom bemüht. Die Zusammenarbeit mit dem jungen Unternehmen Grau Records sollte der Band helfen, sich von den Funeral-Doom-Erwartungen an ihre Veröffentlichungen zu lösen.
Pantheist folgte der Idee des Vorgängers unter dem Einfluss von Anathema, King Crimson, Pink Floyd, Devin Townsend und Skepticism, die eigene Stilentwicklung jenseits der Erwartungen fortzuführen. Abgrenzend vom vorherigen Album sollte Pantheist weniger experimentell, dafür umso persönlicher werden. Panagiotou ergänzt diese Idee um den Wunsch, „ein Album zu machen, das sogar [s]einer Mutter gefallen würde“.
Während das Album weitreichend gelobt wurde, mündeten die sich abzeichnenden Auflösungserscheinungen der Band in einer neuen Besetzung der Band. Aleksej Obradović wurde als neuer Bassist hinzugezogen, auf einen zweiten Gitarristen wurde vorerst verzichtete. So zusammengestellt, wurde für das Stück Be Here im belgischen Roeselare vom Regisseur Alexander Decommere ein Musikvideo gedreht und Pantheist absolvierte einen kurzen Auftritt beim britischen Fernsehsender Channel 4 sowie, neben weiteren Auftritten, eine Finnland-Tournee mit Tyranny und 0xíst.

### St-Giles-in-the-Fields-Auftritt und Jahre ohne Veröffentlichungen
| Konzerte 2012–2017 | Die Außenansicht des an einer Straßenecke gelegenen Pubs in Altstadt-Umgebung. |
| --- | ------------------------------------------------------------------------------ |
| - 28. 01. 2012: St. Giles in the Fields Church (London, Vereinigtes Königreich) - 28. 04. 2012: SWR Barrosela (São Paulo da Cruz, Portugal (SWR Barroselas Metalfest)) - 03. 05. 2012: The Garage (London, Vereinigtes Königreich) - 29. 09. 2012: The Pint (Dublin, Irland (Dublin Doom Days)) - 15. 03. 2013: The Black Heart (London, Vereinigtes Königreich) - 27. 10. 2013: An Club (Athens, Griechenland) - 15. 12. 2013: The Garage (London, Vereinigtes Königreich (Doom Over London)) - 07. 11. 2015: MonteRay Live Stage (Kiew, Ukraine (Doom Over Kiev)) - 12. 03. 2016: Bannerman’s Bar (Edinburgh, Vereinigtes Königreich (Doom Over Edinburgh)) - 27. 03. 2016: Boston Music Room (London, Vereinigtes Königreich (Doom Over London)) - 26. 11. 2016: Club Quantic (Bucharest, Rumänien (Doom Over Bucharest)) - 28. 01. 2017: Nambucca (London, Vereinigtes Königreich) |                                                                                |

Anfang des Jahres 2012 bestritt die Band Konzerte. Neben einigen Festivalauftritten erlangte der Auftritt vom 28. Januar 2012 Aufmerksamkeit. Pantheist lud Skepticism ein, das erste Mal im Vereinigten Königreich aufzutreten, und arrangierte mit der Kirche St Giles-in-the-Fields einen attraktiven Ort. Das Konzert wurde als legendäre Performance rezipiert und von Pantheist als Live at St Giles, London am 20. November 2020 zu ihrem zwanzigjährigen Bestehen als Musikdownload veröffentlicht. Die Band baute Laser und Nebel in ihren Auftritt ein und spielte die Akustik des Gebäudes für ein Konzert aus, das „an einem regulären Auftrittsort nicht“ zu erreichen gewesen wäre.

„Die grünen Laser, die von der Bühne ausgingen, waren spektakulär und die Akustik ziemlich unglaublich, wenn langsame, zermalmende Rhythmen mit immenser Kraft und Klarheit durch die Halle dröhnten. Die Keyboards klangen wie eine Kirchenorgel, verstärkten den Sinn für Dramatik und spielten eine große Rolle bei der Produktion einer intensiven Atmosphäre.“

Nach dem Konzert kündigte Pantheist „eine lange und hoffentlich befriedigende Reise, die dem Namen und der Philosophie der Band voll und ganz gerecht werden sollte“, an. Doch nach der Veröffentlichung ihres vierten Albums durchlief Pantheist diverse weitere Besetzungswechsel. Rodriguez und Bodossian waren nach den Aufnahmen der Band ausgetreten. Aleksej Obradović übernahm die Rolle von Bodossian. Als Gitarrist blieb Pepijn Houwelingen Teil der Band. Panagiotou hatte bereits früh nach der Herausgabe von Pantheist eine Kurzgeschichte verfasst, auf deren Basis ein Konzeptalbum entstehen sollte, eine erste entstandene Rohfassung wurde jedoch verworfen, nachdem Houwelingen in die Vereinigten Staaten ausgewandert war und Valter Cunha von Before the Rain der Gruppe beitrat. Cunha wollte ein Album, das härter als das bisherige Material werden sollte. Nach drei Jahren der Ringens miteinander verließ Cunha die Band aufgrund kreativer und persönlicher Differenzen. Pantheist verwarf das mit ihm geschaffene und ins Stocken geratene Material, um erneut von vorne zu beginnen. Frank Allain, der ursprünglich als zweiter Gitarrist hinzugekommen war, blieb und arbeitete mit Panagiotou an den Stücken der ersten Fassung. In dieser Phase verließ der Schlagzeuger Sterghios Moschos die Gruppe und wurde durch Daniel Neagoe ersetzt. Über den gesamten Prozess hinweg trat die Band sporadisch auf.
Am 14. Juni 2016 veröffentlichte Panagiotou die Fundraising-EP Chapters als Musikdownload, gepaart mit einer Pressemitteilung und einem begleitenden Spendenaufruf der die Aufnahmen des Albums finanzieren sollte. Chapters basierte dabei auf der ersten Version des geplanten Pantheist-Albums. Panagiotou arrangierte die Musik dazu neu und ließ sie von dem Tontechniker, Produzenten und Musiker Déhà mastern.

### Die Rückkehr der Band mit eigenem Label

#### Seeking InfinityundCloser to God
| Konzerte 2018, 2019 und 2022 | Zwei Gibel von Altbauten in der Kammenstraat in Antwerpen. Das linke Gebäude ist ein rot getünchter Kirchenbau. |
| --- | --- |
| - 28. 04. 2018: Rock River Club (Vilnius, Litauen) - 11. 11. 2018: JC Den Eglantier Berchem (Antwerpen, Belgien (Armistice Doom Fest)) - 30. 11. 2018: The Dome (London, Vereinigtes Königreich) - 21. 09. 2019: AMUZ/Augustinerkerk (Antwerpen, Belgien) - 04. 12. 2022: Fuel Rock Club (Cardiff, Wales, UK) | |

Aufgrund einer finanziell angespannten Situation der Band kooperierte Pantheist zu den Aufnahmen nicht mit Greg Chandler als Techniker, sondern ließ Neagoe die Tontechnik in den Priory Recording Studios sowie das Mastering übernehmen, um mehr Zeit für die Aufnahme zur Verfügung zu haben. Die Aufnahmen fanden in einem Zeitraum von neun Monaten in mehreren Sitzungen ab dem Jahr 2017 statt. Indes initiierte Panagiotou unter dem Namen Melancholic Realm Productions ein eigenes Label für die Veröffentlichung. Vitaly Savisk von GS Productions unterstützte das Label durch Produktionsmöglichkeiten der CD-Auflage und über Neagoe kam Pantheist in Kontakt mit dem spanischen Unternehmen The Vinyl Division, das eine Vinylversion herausgab. Am 14. September 2018 erschien Seeking Infinity. Nach der vielfach gelobten Veröffentlichung bestritt die Band Auftritte in London und Antwerpen. Besondere Konzerte absolvierte die Band mit Bell Witch in London und Officium Triste in Antwerpen. Beide Auftritte fanden in bestuhlten Räumlichkeiten statt. In Antwerpen nutzte Pantheist, wie im Jahr 2012 in London, eine alte Kirche als Auftrittsort. Es blieben die letzten Konzerte der Band, bevor der Ausbruch der COVID-19-Pandemie Tourneen und Auftritte der Band annähernd unmöglich machte.
Nach der Veröffentlichung von Seeking Infinity und der Promotion des Albums zersetzte sich die Band erneut. Panagiotou zog nach Südwales. Neagoe war bereits nach den Aufnahmen des Albums nach Rumänien zurückgekehrt. Aufgrund der räumlichen Distanz, nach Panagiotous Umzug, verließen auch die verbleibenden Musiker die Gruppe und Panagiotou blieb als verbleibendes Mitglied der Band allein. Durch den Mangel an Mitgliedern und durch die Maßnahmen im Vereinigten Königreich, die der Eindämmung der COVID-19-Pandemie entgegenwirken sollten, ließ Panagiotou Pantheist als Live-Entität pausieren. Anstelle von Auftritten bestritt die Band ihr zwanzigstes Jubiläum durch die Veröffentlichung der Single De Regen Voorbij, der Kompilation aus Raritäten und alternativer Aufnahmen Alternative Pantheïsm und des Live-Albums Live at St Giles, London.
Ohne die Option von Auftritten formierte Panagiotou Pantheist mit neuer internationaler Besetzung, die er als eine Art Kollektiv begriff, um das sechste Album aufzunehmen. Der Gitarrist Jeremy Lewis sowie der Schlagzeuger John Devos lebten in den Vereinigten Staaten, der Gitarrist Frederic Laborde in Frankreich und der Bassist Matt Strangis in Wales. In dieser multinationalen Besetzung entstand das Album Closer to God in den Jahren von 2019 bis 2021 im virtuellen Austausch an unterschiedlichen Orten. Die Zusammenarbeit empfand Panagiotou als erfrischende und bereichernde Erfahrung. Abgemischt wurde das Album von Lewis, gemastert von Greg Chandler in den Priory Recording Studios. Das Album besitzt neben dem musikalischen einen thematischen roten Faden in der Auseinandersetzung mit der Selbstzerstörung der Menschheit.

#### Organic Doom Vol. 1undKings Must Die
| Konzerte 2023–2025 | Die frontale Sicht auf die Town Hall im klassizistischen Baustil mit Säulen und Reliefen und einer aufsteigenden Treppe zum dunklen Portal. |
| --- | --- |
| - 03. 02. 2023: Underworld (Plymouth, England, UK) - 18. 02. 2023: The Green Rooms (Pontypridd, Wales, UK) - 05. 03. 2023: Oslo (Hackney, London, England, UK (Master of the Riff II)) - 01. 04. 2023: Music Club Modrá Vopice (Prag, Tschechien (Funeral Imperial Feast)) - 29. 04. 2023: Signature Brew, Haggerston (London, England, UK (Infernal Prologue)) - 12. 06. 2023: Huddersfield Town Hall (Huddersfield, England, UK (Organic Doom Vol. 1)) - 30. 07. 2023: The Hairy Dog (Derby, England, UK (Reaper Festival)) - 26. 08. 2023: The Foundry (Brecon, Wales, UK (Gothic Doom Fest)) - 21. 10. 2023: Slaughter Club (Paderno Dugnano, Italien (Doom Heart Fest V)) - 04. 11. 2023: The Green Rooms (Pontypridd, Wales, UK) - 30. 12. 2023: Fuel Rock Club (Cardiff, Wales, UK) - 22. 03. 2024: The Pit (City of Newport, Wales, UK) - 23. 03. 2024: The Junction (Plymouth, England, UK (Doom Over Plymouth)) - 11. 05. 2024: Little Devil (Tilburg, Niederlande (Little Devil Doom Day VI)) - 08. 06. 2024: Elysium Gallery & Bar (Swansea, Wales, UK (Doom Over Swansea)) - 08. 07. 2024: Aatma (Manchester, England, UK) - 09. 07. 2024: The Green Door Store (Brighton, England, UK) - 12. 07. 2024: The Junktion (Plymouth, England, UK) - 24. 08. 2024: Clwb Ifor Bach (Cardiff, Wales, UK (Doom for Mental Health)) - 28. 09. 2024: Cultuurcentrum Mechelen (Mechelen, Belgien (Darken the Moon XVI)) - 28. 10. 2024: Elysium Gallery & Bar (Swansea, Wales, UK (Samhain @ Elysium)) - 15. 02. 2025: Eiger Studio (Leeds, England, UK) - 16. 03. 2025: The Flapper (Birmingham, England, UK (Doom Over Birmingham)) - 19. 04. 2025: The Victoria (Swindon, England, UK (Vicfest)) | |

Nachdem das Album Closer to God aus den Gegebenheiten als multinationales Studioprojekt entstand, zog Panagiotou in Erwägung, Pantheist exklusiv als Studioprojekt fortzuführen. Nach Rücksprache mit Musikern und Anhängern verwarf er die Idee allerdings und begann im Februar 2022, gemeinsam mit Strangis für erneute Auftritte zu proben und weitere Musiker für eine Live-Entität der Band zu casten und erste Auftritte zu buchen. Den ersten Auftritt nach der pandemiebedingten Pause organisierte Panagiotou in Eigenregie für den 4. Dezember 2022. Zu diesem Zweck formte er um sich und Strangis eine Besetzung mit dem Schlagzeuger Fanel Lefterache und dem Gitarristen Atanas Kyurkchiev. Als Auftrittsort wurde der Fuel Rock Club in Cardiff gewählt. Für das Konzert engagierte Pantheist die Bands Edenfall und Pyrogaric als Vorgruppe. Der Auftritt wurde als eindrucksvolle und gelungene Rückkehr der zunehmend von Auftritten zurückgezogenen Band besprochen.
Noch im gleichen Monat erschien mit Fthagn-Nagh eine weitere Download-Single. Das Stück wurde als Soundtrack zu einer von Noel Lacaillade geschriebenen gleichnamigen Map des Spiels Quake konzipiert und sollte den atmosphärischen Aspekt des Levels aufgreifen. Das Level sollte der Vorstellung des fiktiven Ortes R’lyeh entsprechen. Die von Panagiotou hierzu verfasste Musik sollte dazu der bedrohlichen Stimmung der Erzählungen Lovecrafts nahe kommen.
Im Jahr 2023 fanden, beginnend mit Auftritten in Plymouth und Treforest, eine Reihe von Konzerten in Großbritannien und Europa statt. Darunter kündigte die Band mehrere Festivalauftritte an. So für März beim zweiten Masters of the Riff Festival in London mit Interpreten wie Conan, Esoteric und Gnome, im April beim Funeral Imperial Feast in Prag mit Interpreten wie Frowning und Et Moriemur und im Juli beim Reaper Festival in Derby mit unter anderem Arð, Saor, Bölzer und Winterfylleth. Mit Live at Reaper 23 veröffentlichte Pantheist am 19. August des gleichen Jahres einen Mitschnitt des Auftritts als Musikdownload.
Mit Arð, einer Band deren Live-Besetzung Panagiotou im Herbst 2022 ergänzt hatte, trat Pantheist, unter der Bezeichnung Organic Doom Vol. 1 in der zum Konzertsaal umgestalteten alten Town Hall in Huddersfield, auf. Das Konzert wurde als Teil der lokalen Konzertreihe Kirklees Year of Music mit dem Fokus auf Blechblasinstrumente konzipiert, wozu die Gruppe die im Konzertsaal installierte Orgel durch den Organisten David Pipe spielen ließ. Pipe sah in der Kooperation die Chance das Interesse an dem Instrument zu erweitern und neue Möglichkeiten der Nutzung aufzuzeigen. Wenn Kirchen geschlossen werden, was in Großbritannien häufig nach 25 Jahren schon der Fall ist, werden die enthaltenen Orgeln oft verschrottet. Für die verbliebenen Kirchen könne eine Pfeifenorgel zu einem unerschwinglichen Luxus werden, der regelmäßig gestimmt und gereinigt werden müsse. Das Auftrittskonzept Organic Doom war dabei so erfolgreich, dass die Veranstalter und Gruppen planten, eine Veranstaltungsreihe im Vereinigten Königreich zu konzipieren. Der Auftritt wurde als besonders stimmig und atmosphärisch gelobt. Auch die Regionalnachrichtensendung Look North der BBC berichtete über den Auftritt und dessen konzeptionellen Hintergrund. Ebenso widmeten nationale und regionale Radiosender und das Organists’ Review Magazine dem Konzert eigenständige Beiträge.
Über das Jahr 2023 nahm Pantheist hinzukommend das neue Stück Kings Must Die auf. Jake Harding von der Post-Metal-Band Grave Lines trat hierbei als Gastsänger in Erscheinung. Die Sopranistin Linda Dumitru wurde zugleich als neues Bandmitglied vorgestellt. Zu diesem Stück wurde ein Musikvideo von Tiberiu Lefterache produziert. Das Video nutzt Aufnahmen der Krönung von Charles III. in Sepiatönen und blendet Textzeilen in die Bilder. Kings Must Die wurde als Kritik am Pomp der vornehmlich repräsentativen Institution des Königshauses in Anbetracht sozialer Missstände wahrgenommen. Eine verkürzte Version des Stücks und das Video wurden am 5. Januar 2024 auf YouTube vorgestellt. Kings Must Die und die von Mark Mynett technisch begleitete Aufnahme des Organic Doom Vol. 1 wurden am 8. März 2024 als EP unter dem Titel Kings Must Die veröffentlicht. Es folgten Konzerte mit der italienischen Traditional-Doom-Band Abysmal Grief sowie diverse Festivalauftritte. Indes ergänzte Linda Dumitru Pantheist als feste Sängerin, womit die Band den The-Beauty-and-the-Beast-Gesangsdualismus vorerst in das Konzept geplanter Aufnahmen integrierte.

## Werk und Wirkung

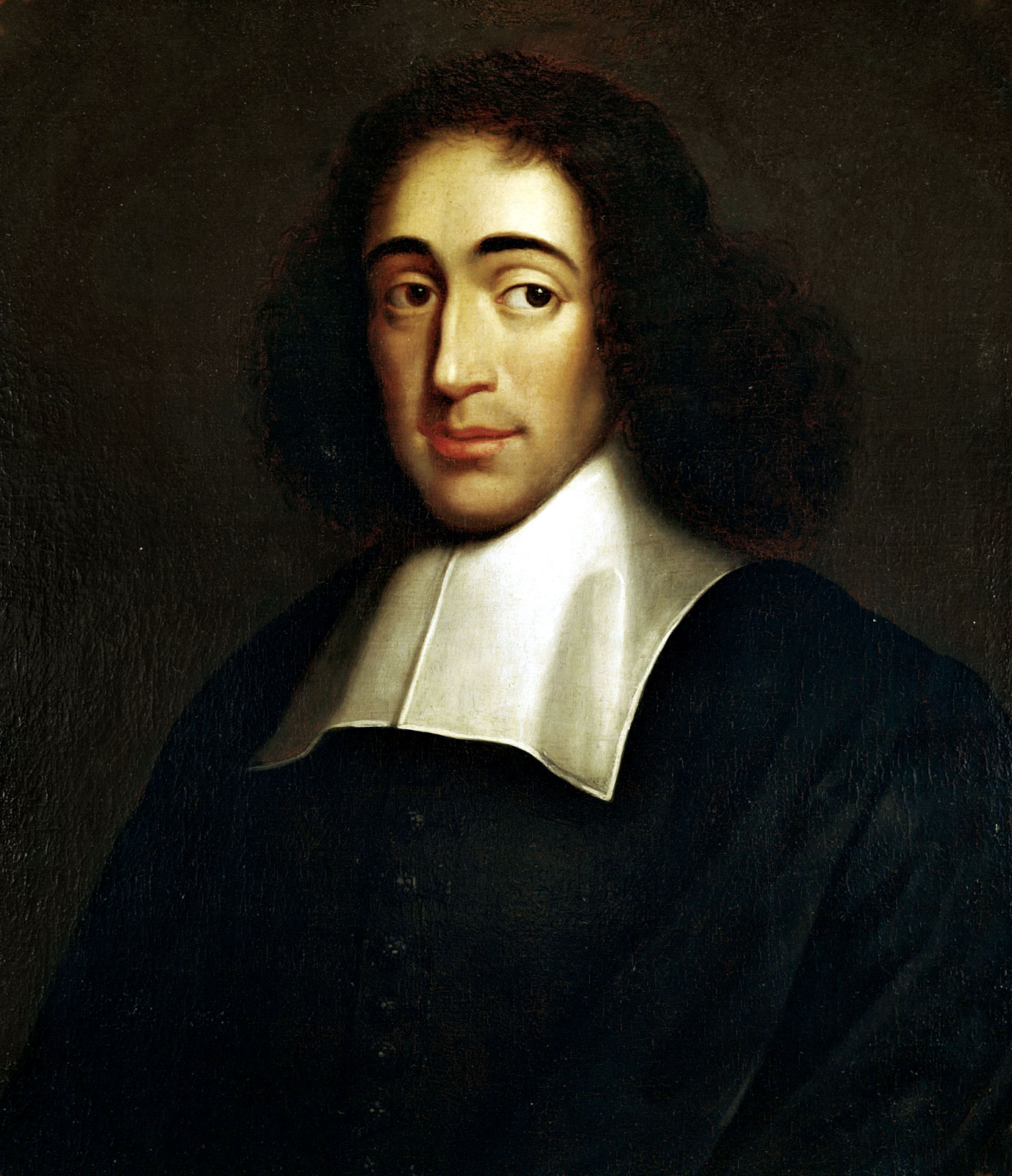
Der Bandname wird von Panagiotou auf die durch Baruch de Spinoza geprägte Idee von einem ganzheitlichen Pantheismus bezogen.

Ebenso wie sich die Band stetig personell wandelte, variierte auch der Stil der Gruppe, die anfangs zu den aufkommenden Namen im Funeral Doom gerechnet wurde. Pantheist wehrte sich dagegen, auf ein reduziertes und kompromissloses Genre begrenzt zu werden, und spielte nach den ersten Erfolgen Veröffentlichungen ein, die mit Progressivität und Psychedelic die eigene Aufgeschlossenheit repräsentieren sollten und damit bis in Bereiche der Popmusik vordrangen. Die Rezeption der Veröffentlichungen blieb dabei vorwiegend positiv. Lediglich das dritte Album Journey Through Lands Unknown erfuhr gespaltene Kritik.

### Diskografie
Studioalben
| Jahr | Titel Musiklabel                               | Anmerkungen |
| ---- | ---------------------------------------------- | --- |
| 2003 | O Solitude Firebox Records                     | Erstveröffentlichung: 10. April 2003 Re-Releases: 2003: CD-Maximum, 2009: Firedoom Music, 2015: Grau Records, 2011: The Vinyl Division (als LP) |
| 2005 | Amartia Firedoom Music                         | Erstveröffentlichung: 30. März 2005 Re-Releases: 2006: CD-Maximum, 2012: Grau Records                                                           |
| 2008 | Journey Through Lands Unknown Firedoom Music   | Erstveröffentlichung: 15. Oktober 2008 Re-Releases: 2013: Grau Records                                                                          |
| 2011 | Pantheist Grau Records                         | Erstveröffentlichung: 8. April 2011 |
| 2018 | Seeking Infinity Melancholic Realm Productions | Erstveröffentlichung: 14. September 2018 Re-Releases: 2018: The Vinyl Division                                                                  |
| 2021 | Closer to God Melancholic Realm Productions    | Erstveröffentlichung: 3. Dezember 2021 Re-Releases: 2022: The Vinyl Division                                                                    |

### Songwriting
Sänger und Keyboarder Kostas Panagiotou fungiert als Hauptsongschreiber der Band. Er begründet seit der Gründung konzeptionelle und musikalische Entscheidungen und gibt die Ausrichtung der Musik vor, steht dabei dennoch anhaltend im kreativen Dialog mit den Bandmitgliedern. Für die meisten Veröffentlichungen gab es einen künstlerischen und kompositorischen Konterpart im jeweiligen Gitarristen, mit dem die Alben im Austausch entstanden. Panagiotou präferiert das vorbereitende Schreiben und Einspielen der Stücke am heimischen Computer anstelle von Probe- und Jam-Sessions, um Musik gemeinsam zu schreiben.

### Inhalt
Obwohl die Band sich keinen übergeordnetem Konzept verschreibt, sind die Veröffentlichungen auf ähnliche Grundmotive hin ausgerichtet. Als solche Motive benennt Panagiotou „Einsamkeit und Abgeschiedenheit“. Vor diesem Hintergrund befassen sich die Alben mit dem Verhältnis des Menschen zu Gott und Glauben in Amartia, Unveiling the Signs und The Pains of Sleep, der Menschen zueinander in O Solitude und Pantheist oder des Menschen zur Gesellschaft und Natur in Seeking Infinity und Closer to God. So handeln Stücke wie Of Stardust We Are Made (and to Dust We Shall Return) von Closer to God „von der Erkenntnis, dass am Ende alles vergeblich und vergänglich ist und dass trotz der ständigen Veränderungen [im] Leben dieses anhaltende Gefühl kosmischer Einsamkeit vielleicht das Einzige ist, was am Ende bleibt.“
Hinzukommend verweist der Name der Band gezielt auf den Pantheismus als „die natürlichste Weltanschauung“, die laut Panagiotou möglich ist. Dabei ordnet er sich und damit Pantheist nicht einem klassisch theistischen Pantheismus unter. Die von ihm bevorzugte und als wissenschaftlicher aufgefasste und auf Baruch de Spinoza zurückgehende Variante stellt die Natur in den Mittelpunkt der Existenz. Diese Idee von Natürlichkeit übertrug er auf die Ausrichtung der Band, die er, basierend auf diesem Selbstverständnis, als ganzheitlich und kosmopolitisch betrachtet. Weltoffenheit, Komplexität und Vertrauen auf die eigenen kreativen Kräfte, statt kommerzieller oder subkultureller informeller Normen, gehören zu dem resultierenden Selbstverständnis der Band.
Bezüge zur Romantik, insbesondere Verweise auf die Dichter John Keats und Samuel Taylor Coleridge ergänzen den thematischen Rahmen im Interesse an Transzendenz, Ganzheitlichkeit und Natürlichkeit. Auseinandersetzungen mit dem Unterbewusstsein und der Psyche ergänzen diesen inhaltlichen Schwerpunkt. So verweist Panagiotou darauf, dass seine Texte einem Wunsch nach Selbstfindung, -erforschung und -analyse nachgingen. In Anlehnung an Platon, Sigmund Freud, britischer Empirik und deutscher Phänomenologie seien insbesondere die Texte des Albums Journey Through Lands Unknown entstanden.

### Gestaltung
Auch der Bandschriftzug variierte. Die Band nutzte zugängliche Fonts anstelle aufwändiger Metal-Schriftzüge. Auf dem Demo 1000 Years und dem Debüt nutzte die Band die Schriftart Morpheus, auf den folgenden Alben fand die Textura-ähnliche gebrochene Schrift Monotype Old English Anwendung. Seit dem Album Seeking Infinity wird ein Schrifttyp aus der Schriftklasse Französische Renaissance-Antiqua in Kapitälchen genutzt. Der Buchstabe „i“ im Schriftzug wird auf den ersten und späten Veröffentlichungen als „Ï“, entsprechend der Gründung als Pantheïst, stilisiert. In den Schriftzügen, die den Textura-Schrifttyp nutzen, verzichtet die Band auf das Trema zugunsten eines einfachen i-Punktes.
Außer dem Coverbild des Demos 1000 Years gingen alle Cover-Gestaltungen von der Band aus. Abgesehen von Pantheist, das nachbearbeitete Zeichnungen bemüht, nutzt die Band digital bearbeitete Fotografien als Covermotiv. Das in ein tiefes violett getauchte Bild zum Debütalbum O Solitude wurde von Odile Aurora Strik als Oscar Strik gestaltet. Ab dem zweiten Album übernahm Cheryl Pinnock, später Panagiotou, die Aufgabe der grafischen Aufbereitung. Die Visualisierungen der ersten Veröffentlichungen beinhalteten Verweise auf mystisch bis morbide und sakrale Motive in Form von farblich nachbearbeiteten kirchlichen Torbögen, Kronleuchtern und Bleiglasfenstern oder Friedhöfen. Ebenfalls kehrten Masken auf Journey Through Lands Unknown und Seeking Infinity als sich wiederholendes Motiv in der Gestaltung der Tonträger wieder. Spiegelungen werden in der Gestaltung von Journey Through Lands Unknown, Pantheist und Closer to God in unterschiedlichen Varianten bemüht. Den Bildern wurde mit Effekten Überblendungen, Überbelichtung und vermeintliche Verschleißerscheinungen künstlicher Alterung zugefügt. Die Farbgebung changiert zwischen Grau-, hellen Violett- und Sepiatönen. Die Bilder sollen den Themen des jeweiligen Albums entsprechen.

### Stil
Pantheist entwickelte sich im Lauf der Jahre über mehrere Musikstile hinweg. Die Anfänge der Band lagen im instrumentalen Dark Wave. Vor der ersten Albumveröffentlichung entwickelte sich die Musik zu einem epischen und sakralem Funeral Doom, mit dem Pantheist zu den frühen und den Stil prägenden Bands des Genres gilt. Das Werk ab dem Debütalbum der Band wird als spannende Gratwanderung und stetige Erweiterung des Vokabulars des Genres betrachtet. Mitunter schritt die Band mit ihren Experimenten und Ideen deutlich über die Grenzen des Stils hinaus.
Kostas Panagiotou spielte anfänglich Musik über Keyboard und Synthesizer ohne Gesang oder weitere Instrumente ein. An einem Online-Wettbewerb teilnehmend nahm die Band eine Coverversion des Katatonia-Stücks For Funeral to Come auf. Noch ohne den Einsatz der E-Gitarre ist dieses Cover der erste Titel von Pantheist, auf dem Panagiotou als Sänger auftritt. Das Anathema-Cover Destiny ist eines der ersten Stücke, das den Einsatz einer E-Gitarre präsentierte und sich dem Funeral Doom zuwandte. Erst nach der Anschaffung eines 8-Spur-Rekorders begann das Duo Tambuyser-Panagiotou, Gitarrenspuren aufzunehmen und sich so dem Funeral Doom zuzuwenden. Dabei behielt Pantheist die Orgel als zentrales Instrument bei. Den als typisch geltenden gregorianisch wirkenden Gesangsstil adaptierte Panagiotou von Dan Swanös Band Godsend, der klagenden Gesang in zwei Tonspuren übereinander gelegt hatte.

„Es klang, als würden Mönche feierlich zusammen singen. Da beschloss ich, dass ich genauso singen wollte. Es war diese Kombination aus Kirchenorgel, harten Gitarren und der Mischung aus brutalem Gesang und Chorälen, die die frühe Version von Pantheist ausmachte.“

Trotz der Grenzen des Genres blieb der Band Kreativität und Progressivität ein immanentes Anliegen, ohne dabei den Doom Metal oder den Funeral Doom dauerhaft hinter sich zu lassen. Im Selbstverständnis als aufgeschlossene Band, die verschiedene Einflüsse aufnimmt und häufig neue Dinge ausprobiert, fußte die Gruppe fortwährend auf dem Funeral Doom, den Panagiotou als reduziertes und kompromissloses Genre beschrieb. Ein Genre, das auch als stabile Basis der Entfaltung fungiert.

#### Grundform
Das Markenzeichen der Band ist die von Panagiotou benannte „Kombination aus Kirchenorgel, harten Gitarren und der Mischung aus brutalem Gesang und Chorälen“. Gepaart mit dem gelegentlichen Einsatz heller Leadgitarren bilden diese Elemente eine Grundform des Stils von Pantheist. In Reinform präsentierte die Band diesen Stil auf den ersten Veröffentlichungen. Auf annähernd allen Veröffentlichungen der Band sind diese Elemente als Bestandteil gegeben. Eine sakrale und mystische Atmosphäre wird als Resultat der Stilelemente und typisch für die Band wahrgenommen. Die musikalische Ausrichtung und die Bedeutung des Keyboards waren von Beginn an durch Panagiotous Rolle in der Band begründet. Keyboard und Synthesizer als kreative und konstruktive Instrumente gleichberechtigt neben die Gitarre und den Gesang zu stellen, ermöglicht der Band komplexere Songarrangements, anstelle einem dominanten Gitarrenspiel lediglich ein neoklassisches Ambiente zu geben. Die ersten Alben bieten durchgehend diese Grundform aus dem schweren Gitarrenspiel und den langsamen Rhythmen des Funeral Doom gepaart mit den sakralen und feierlichen Bestandteilen des Atmospheric Doom. Insbesondere das zweite Album betont die sublimen Aspekte des Atmospheric Doom durch Andy Semmens’ tiefen opernhaften Gesang.

#### Experimentelle Phase
Das Album Journey Through Lands Unknown aus dem Jahr 2008 wurde aus dem Drang nach Distanzierung vom Funeral Doom zum Befreiungsschlag der Band, die nicht mit dem Genre und seinen Zuschreibungen assoziiert werden wollte. Es entspricht keinem gängigen Genrebegriff und wird als Crossover verschiedener Stile unter der groben Ausrichtung an einem progressiven Extreme Doom besprochen. Die Neuorientierung fand als bewusster Schritt statt. Pantheist sollte nicht als Interpret einer Musik gelten, von der das Publikum ausging, dass sie „absichtlich ohne Dynamik oder Komplexität von suizidalen Misanthropen gespielt“ werde. Die Band spielte daher abseits des Funeral Doom eine Mischung aus Progressive Rock, Traditional Doom, Folk, Neoklassik und Black Metal, agierte mit ethnischen und folkloristischen Instrumente, Theremin, einer Hammondorgel im direkten Verweis auf Psychedelic- und Hard-Rock, ungewöhnlichen Songstrukturen und dem Einfluss diverser weiterer Musikrichtungen bis hin zu dem griechischen Rembetiko.
Mit Pantheist aus dem Jahr 2011 führte die Band ihre Distanzierung vom Funeral Doom fort, konzentrierte sich dabei allerdings auf Atmosphäre und Schlichtheit. Mit Funeral Doom wurde Pantheist kaum mehr assoziiert. Vielmehr präsentiere die Band auf ihrem selbstbetitelten Album eine „von Melancholie und Weltschmerz durchtränkten“ Rockmusik. Unter dem Einfluss des Progressive Rock, des Pop und des Classic Rock entwickelte sich Pantheist analog zu Gruppen wie Anathema und Katatonia hin zu einem melancholischen Alternative Rock, der unter anderem als Doom Rock oder Emotional Rock betitelt wurde. Die Band folgte einem geradlinigen, traurigen, aber selten verzweifelten, Ansatz. Das mediterrane „Akustikgitarrenspiel, verhaltene Blechbläser- und Hammondeinsätze, […] regelrecht spacige Keyboards, pechschwarze Drone-Ausflüge und schwermütiges Piano-Moll“ werden in dem von „Melancholie und Weltschmerz durchtränkten Doom Rock“ ohne „Karneval“ eingebunden.

#### Synthese der Phasen

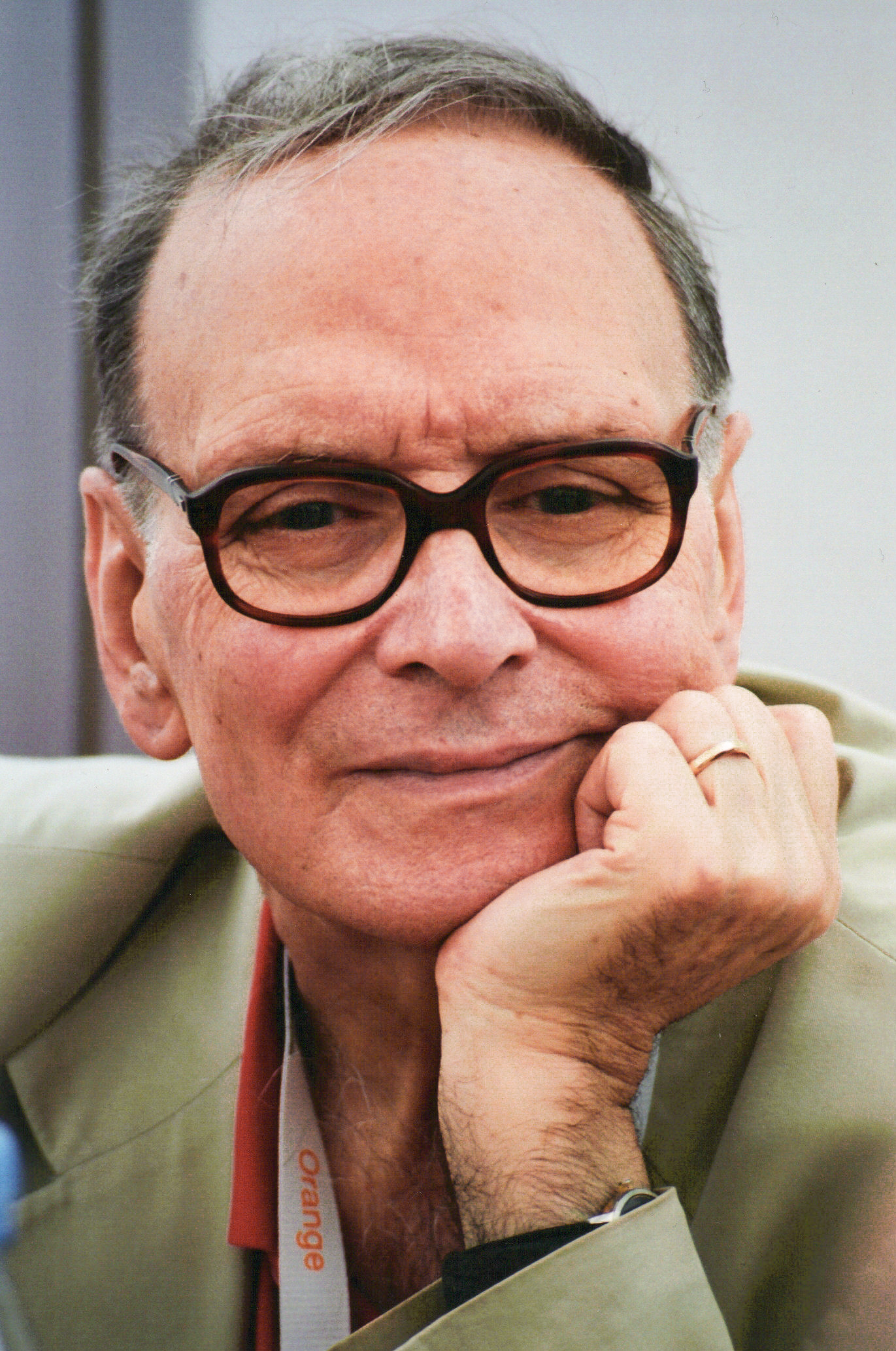
Die Orchester- und Streicherarrangements auf Closer to God verweisen direkt auf den Komponisten Ennio Morricone und dessen Filmmusik.

Die Alben Seeking Infinity und Closer to God variieren in dem bis dahin gegebenen Repertoire der Band und kombinieren insbesondere die Aspekte des progressiven Doom Rock mit jenen des Crossovers aus Atmospheric Doom und Funeral Doom. Seeking Infinity war von Beginn an als globale musikalische Rückschau auf das bisherige Werk der Band gedacht und bot eine Kombination früherer Spielformen, baute jedoch auch dezente Neuerungen ein. Mit einer ausgeprägten Dynamik im Gitarrenspiel, die zwischen dem Riffing des Death Doom und ruhigeren neoklassischen Momenten variiert, sowie Struktur und organische Dynamik aus der Rhythmusgruppe zog, verband die Band die Musik der ersten Alben mit jener des selbstbetitelten vierten Albums.
Die eingeschlagene Entwicklung führte Pantheist auf Closer to God fort. Panagiotou nannte als besondere Einflüsse Ennio Morricone, den Computerspiel-Soundtrack des Spiels Quake, Katatonia, Shape of Despair und Type O Negative. Den epischen und cineastischen Funeral Doom mit Elementen des Psychedelic und Progressive Rock führte die Band dabei fort. Auf Closer to God kombinierte die Band ihren Stil mit Ideen aus Science-Fiction-Soundtracks wie 2001: Odyssee im Weltraum und Artrock. Insbesondere Chöre kamen dabei zum Einsatz. Die bei der Band üblichen Chöre und Orgelpassagen blieben der Musik von Pantheist so erhalten, orientieren sich dabei jedoch zu großen Teilen an der von Morricone gestalteten Filmmusik. Der Gesang blieb in der Paarung aus gutturalem Growling und klagendem Klargesang.

### Rezeption
Pantheist wird im Funeral Doom besondere Bekanntheit und Einfluss zugesprochen. Dieser Status basiert vornehmlich auf den frühen Veröffentlichungen und Auftritten. Insbesondere O Solitude gilt als ein „Meilenstein für das Genre“. Das Album wirkte definierend und wegweisend auf die Ausdrucksmöglichkeiten und Spielweisen im Genre.
Aldo Quispel von Doom-Metal.com rezensierte Rehearsal Tracks als „ein wenig ruppig an den Rändern“. Pantheist müsse „an der Optimierung ihres Materials arbeiten, doch wenn sie das“ absolviere könne sie zu einem der großen Namen im Genre werden. Im Vergleich zu Rehearsal Tracks, urteilte Quispel in einer für Doom-Metal.com verfassten Besprechung, wirke das Songwriting von 1000 Years abgeschlossen und die Produktion deutlich verbessert. In einer Auflistung des Magazins Metal Hammer wird das Demo als eine der wichtigsten Veröffentlichungen des Genres aufgeführt.
Das Debütalbum O Solitude wurde bereits unmittelbar nach Veröffentlichung ausgesprochen positiv wahrgenommen, und mit den Jahren als „eines der besten Funeral-Doom-Alben aller Zeiten“, zum kanonischen Werk im Genre und Grundstein einer bedeutenden Rolle Pantheists für den Funeral Doom. Dabei stützte das erfolgreiche Album wechselwirksam das Interesse am aufstrebenden Unternehmen Firebox Records, dessen damalige Bandauswahl und Bekanntheit im Genre das Interesse an Pantheist stärkten. O Solitude zeigte sich durch spielerisches sowie kompositorisches Vermögen und die Inspiration aus sakraler und klassischer Musik als eine Variation der Funeral-Doom-Genre-Muster, die Einfluss auf das Genre nahm. Die gemeinsame Tournee mit Skepticism und der Erfolg des kanonisierten Debütalbums verschafften Pantheist Popularität als früher, einflussreicher und eigenständiger Vertreter des Funeral Doom. Mit dem Nachfolger Amartia festigte Pantheist den Status. Die Band wurde als herausstechender Interpret im Genre und das Album als eines der essentiellen Doom-Alben der 1990er Jahre wahrgenommen.
Journey Through Lands Unknown überforderte Teile des Publikums. Einige Rezipienten verwirrte die neue Musikrichtung. Ein Teil der Hörer reagierte fassungslos bis empört, während ein anderer Teil das Album als Meisterwerk eines Progressive Doom rühmte. Es sei zu experimentell für den Stil und die Band, sowie von „Orientierungslosigkeit“ und unnötigem „Ballast“ belastet, bemängelten hingegen die Kritiker. Jahre später galt das Album weiterhin als das schwierigste der Band, während Menschen wie der Tontechniker und Esoteric-Sänger Greg Chandler es als Lieblingsalbum titulieren. In der internationalen Rezeption erhielt Pantheist dem gegenüber anhaltend positive Resonanz. Die angestrebte neue Einfachheit, Kontrolle und Zugänglichkeit der Musik wurde häufig gelobt. Insbesondere ein minimalistisches Spiel mit einer hypnotisch melancholischen Atmosphäre wurde der Band häufig positiv angerechnet.

„Der progressive Ansatz zeigt eine Menge eigenen Charme: Mediterranes Akustikgitarrenspiel, verhaltene Blechbläser- und Hammondeinsätze, mitunter regelrecht spacige Keyboards, pechschwarze Drone-Ausflüge und schwermütiges Piano-Moll feiern zu keiner Zeit Karneval, sondern ein trauriges, aber selten verzweifeltes, Fest des Weltschmerzes. Die Art, wie PANTHEIST mit einfachen Mitteln Gänsehaut erzeugen können, zeigt das verhältnismäßig simple ‚Be Here‘. Wie die Band hier diesen ungeheuer ergreifenden, regelrecht berückenden (sagt man das noch?) Refrain mit wahrer Könnerhand zur maximalen Wirkung bloß spartanisch einsetzt, das ist wunderschöne, musikalische Körperverletzung, wie man sie leider viel zu selten zu Ohren bekommt.“

In seiner melancholisch-progressiven Auslegung des Funeral Doom erfuhr das sieben Jahre nach Pantheist veröffentlichte Seeking Infinity ausschließlich positive Resonanz. Das als außergewöhnlich, spannend und vielseitig gelobte Album wurde als ein erneuter Höhepunkt der Band sowie des Genres gelobt. Closer to God wurde „als das sanfteste und sogar kontemplativste“ der Gruppe wahrgenommen und so als „kosmische, bewusstseinserweiternde Reise“ besprochen. Mit einer „einzigartigen Vision“ vom „Glaube und Anspruch an die Urverbundenheit mit der Natur“ sei es „eines der besten Metal-Alben des Jahres 2021“.